# Roomse kamille
Roomse kamille (Chamaemelum nobile, basioniem: Anthemis nobilis) is een overblijvend kruid dat behoort tot de composietenfamilie (Asteraceae) en komt voor in West-Europa, Noord-Amerika en Argentinië. De plant heeft een aromatische geur. Het aantal chromosomen is 2n = 18.
De plant wordt 15 - 30 cm hoog en heeft behaarde, liggende, omhooggaande en rechtopstaande stengels. De langwerpige, al of niet behaarde bladeren zijn twee tot drie keer geveerd met korte, smalle lobben.
De roomse kamille bloeit van juli tot oktober. De bloemstengels zijn vertakt en hebben 18 - 25 mm grote hoofdjes met witte, 7 - 10 mm lange straalbloemen, die echter soms ontbreken. De buisbloemen zijn geel en hebben aan de voet een stroschub. De langwerpige, stompe omwindselblaadjes hebben een vliezige rand.
De gladde, bruin- tot geelachtige vrucht is een 1 - 1,3 mm lang nootje dat aan de binnenkant drie ribben heeft.
De roomse kamille komt voor op droge, zanderige grond.

## Cultivars
- De cultivar 'Flore Pleno' wordt al sinds de 18e eeuw gebruikt als sierplant. Deze cultivar heeft half gevulde of gevulde bloemen en ruikt naar appels. 'Flore Pleno' kan alleen vegetatief vermenigvuldigd worden.
- De cultivar 'Trenaegue' bloeit niet en kan dus ook alleen vegetatief vermenigvuldigd worden.

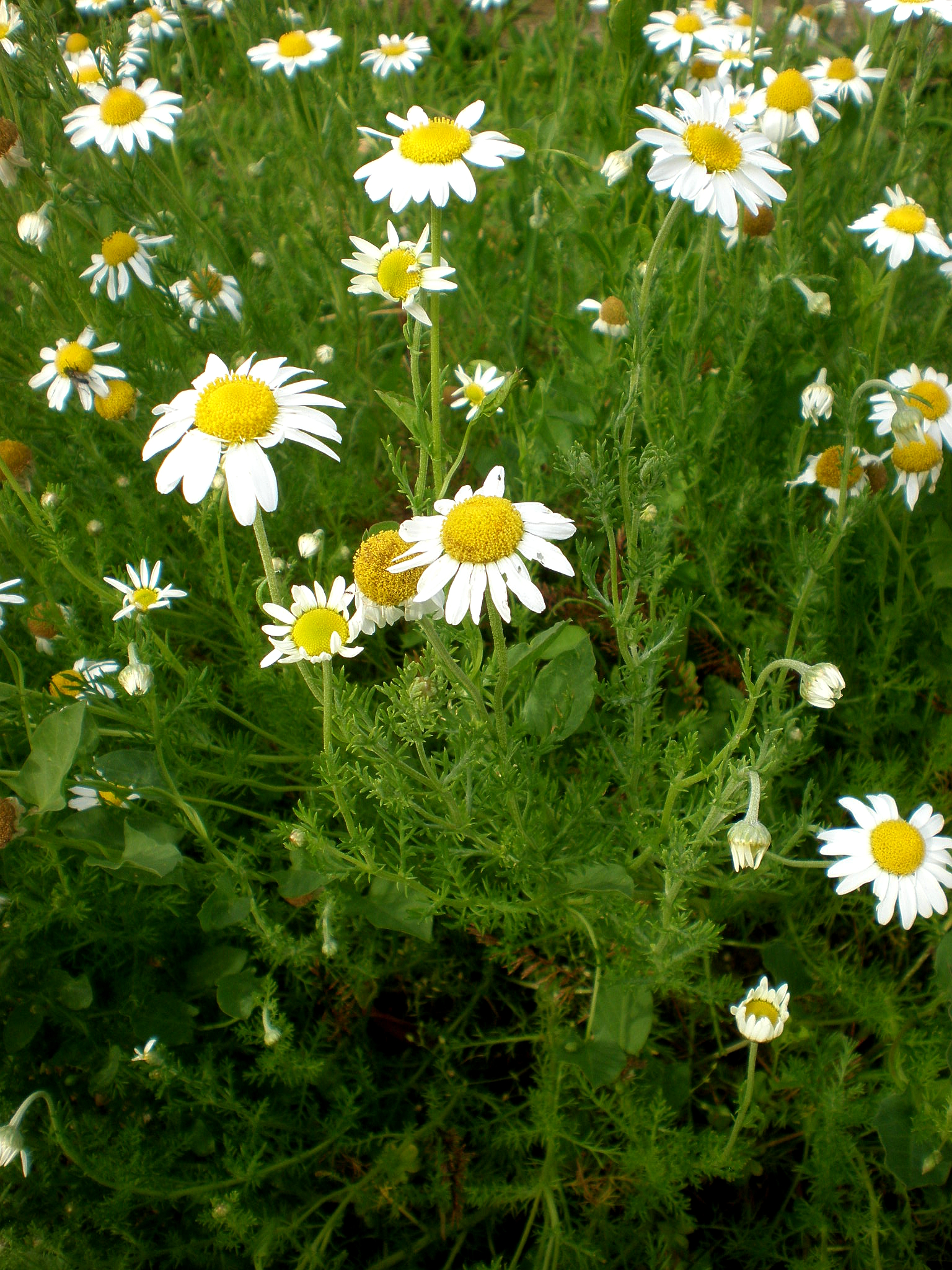
Plant
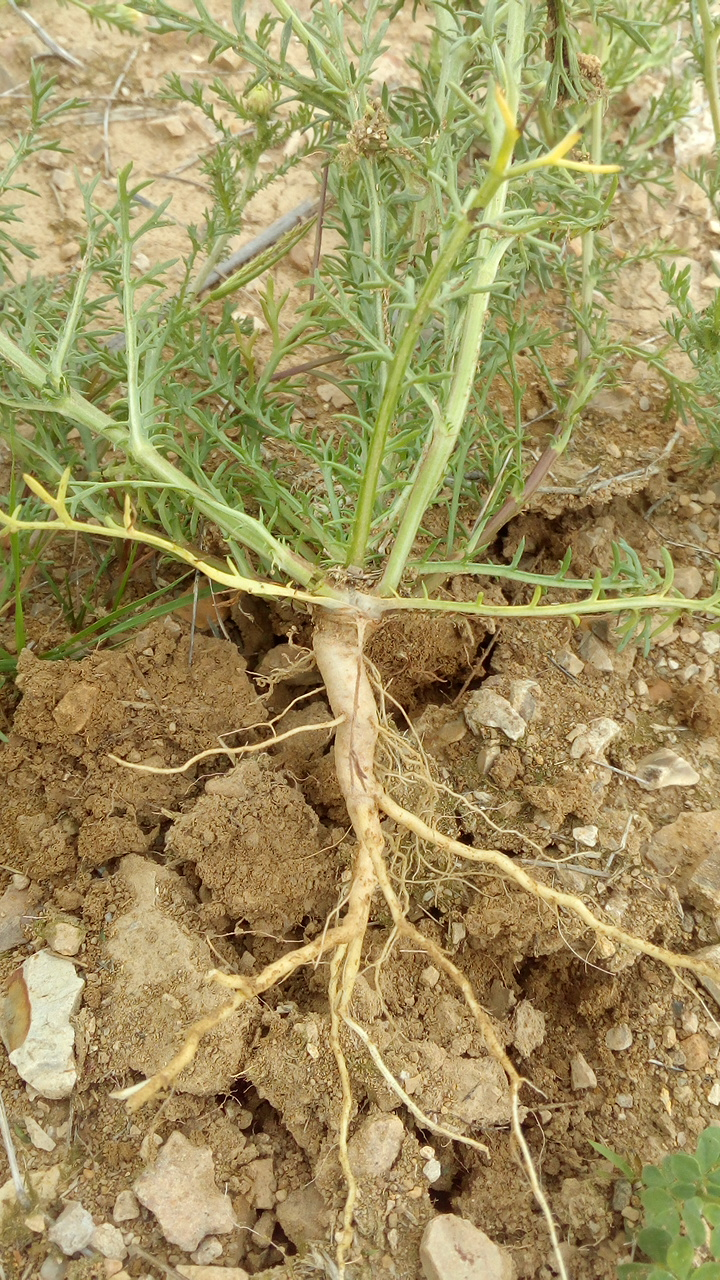
Wortel
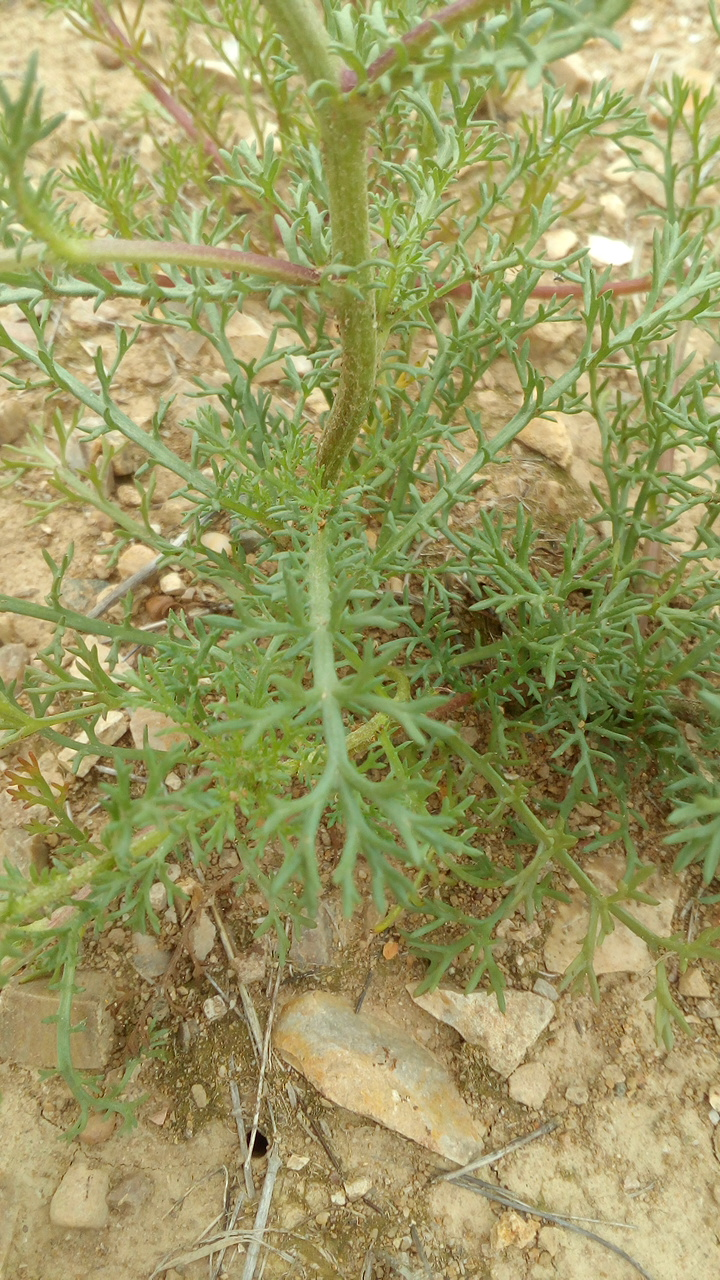
Stengel
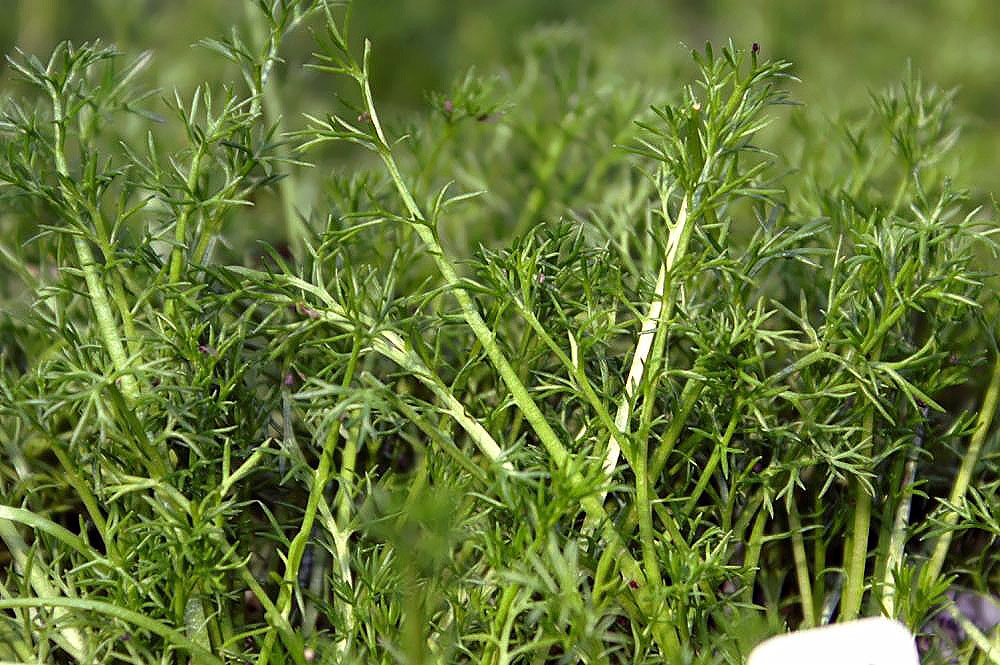
Bladeren
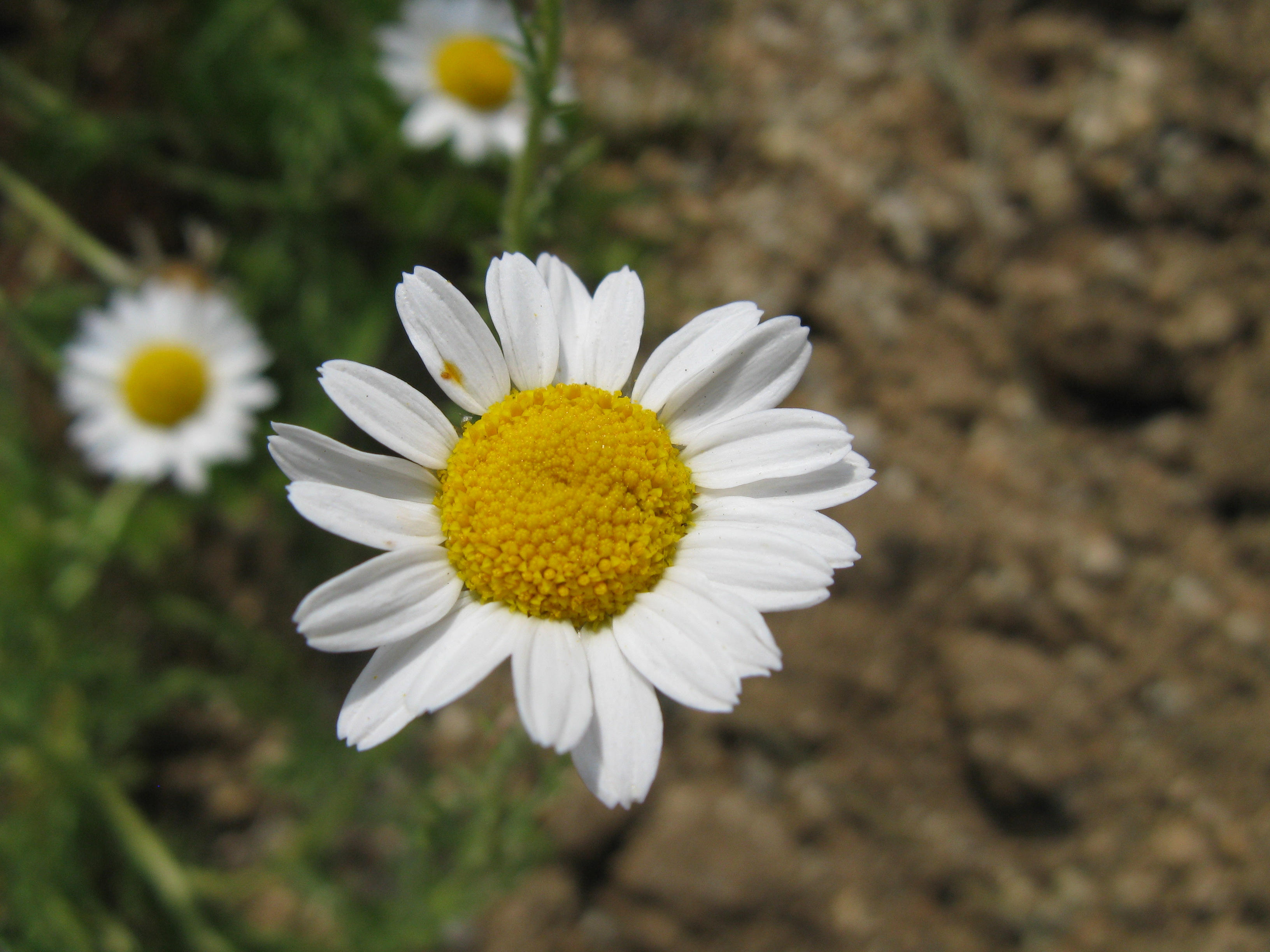
Bloemhoofdje
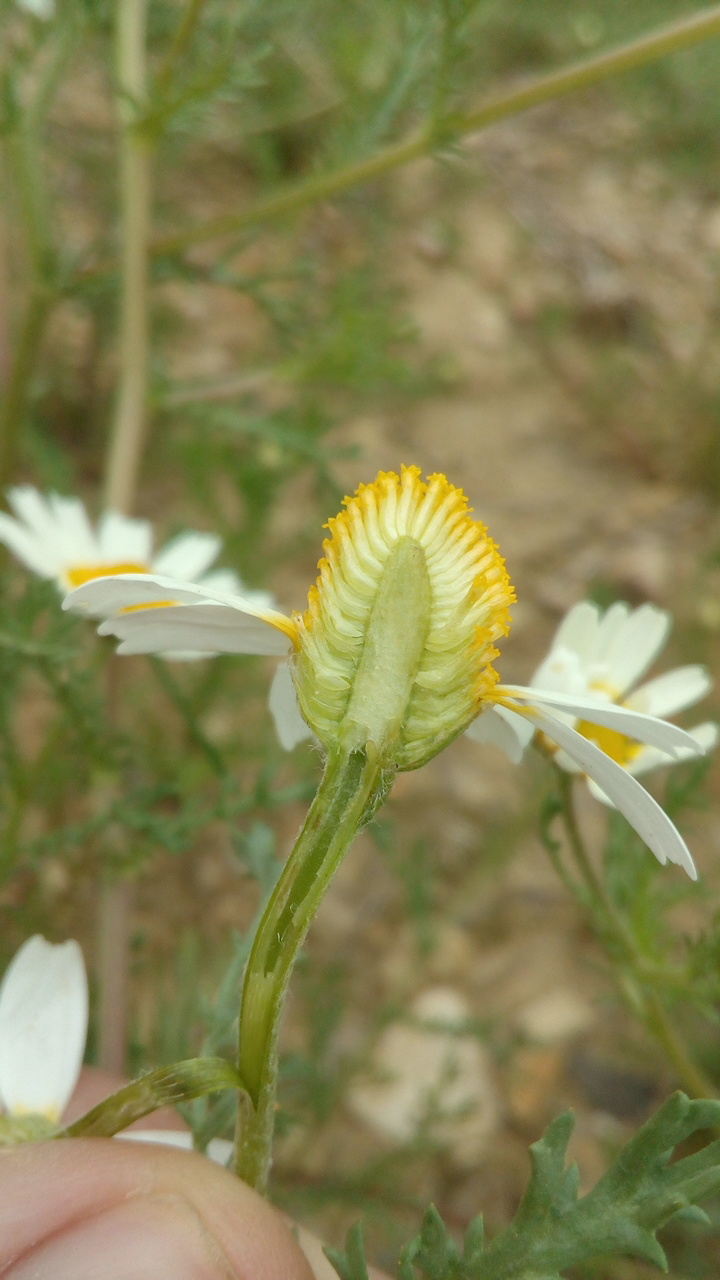
Lengtedoorsnede bloemhoofdje
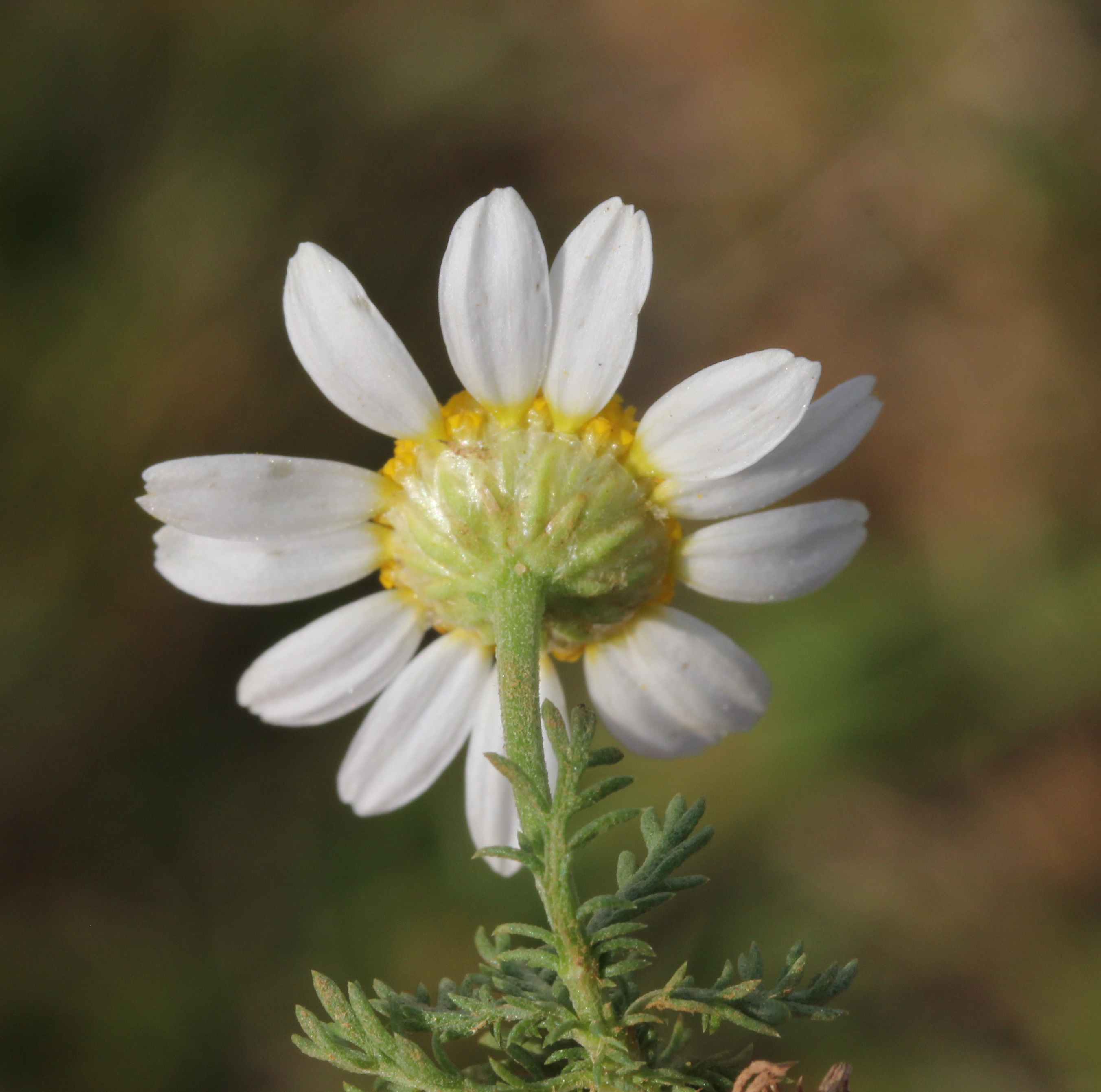
Omwindsel
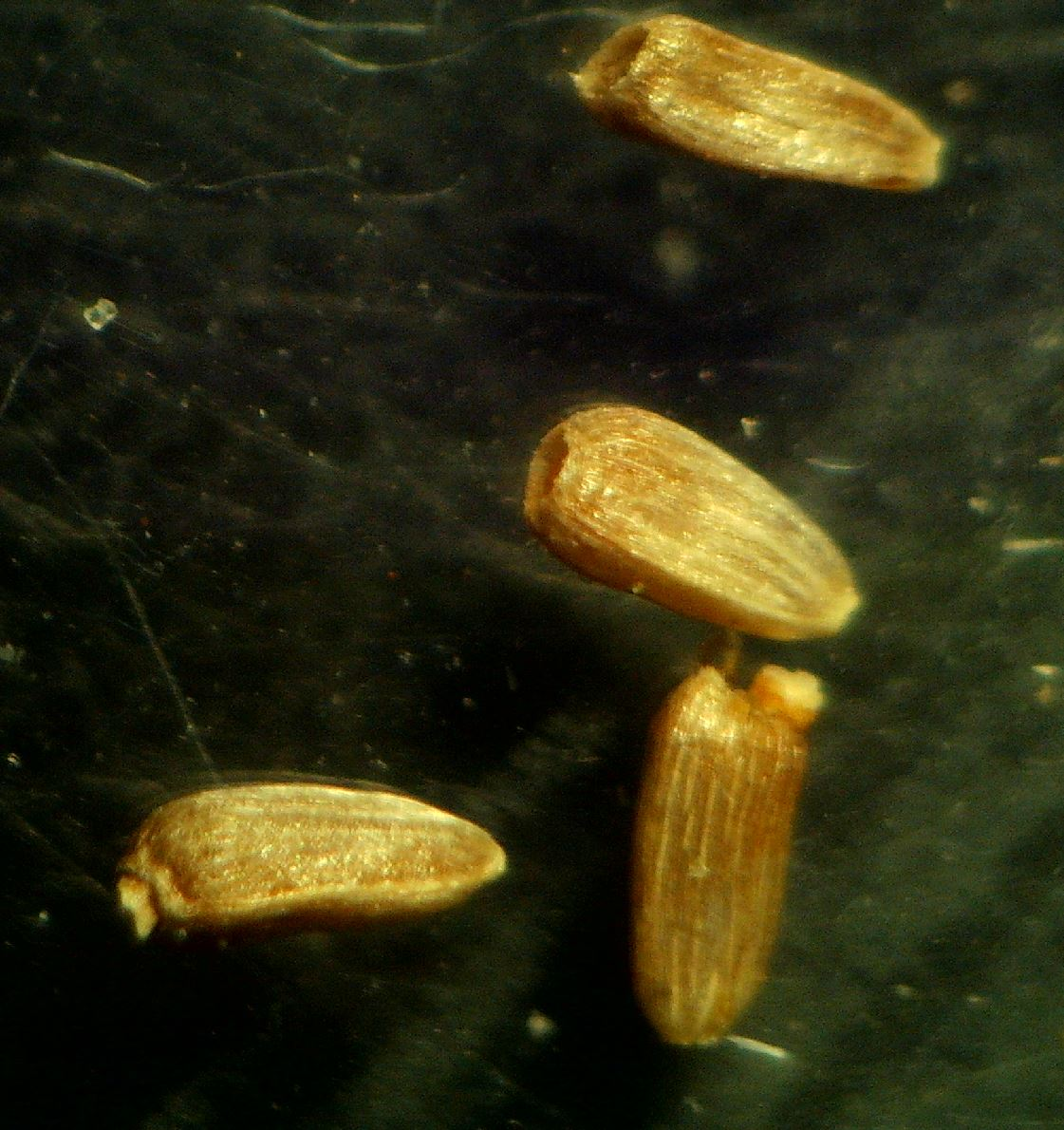
Nootjes
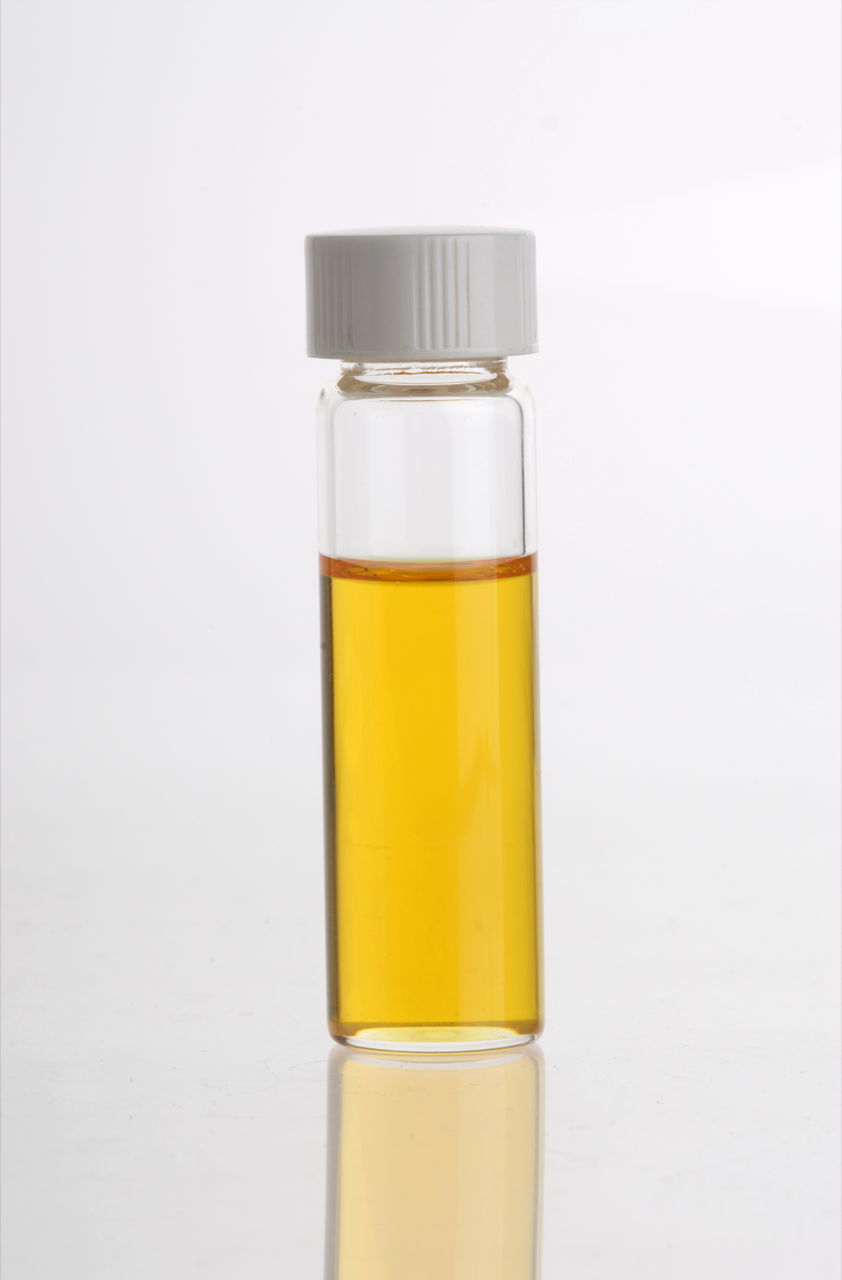
Etherische olie